# 昂贝勒
昂贝勒（法語：Ambel，法語發音：[ɑ̃bɛl]）是法国伊泽尔省的一个市镇，属于格勒诺布尔区。

## 地理
昂贝勒（44°48'18"N, 5°55'50"E）面积4.83 平方千米，位于法国奥弗涅-罗讷-阿尔卑斯大区伊泽尔省，该省份为法国东南部内陆省份，北起顺时针与安省、萨瓦省、上阿尔卑斯省、德龙省、阿尔代什省、卢瓦尔省和罗讷省。
与昂贝勒接壤的市镇（或旧市镇、城区）包括：博凡、科尔、莫内斯捷当贝勒、佩拉福勒、特列沃地区沙泰勒。

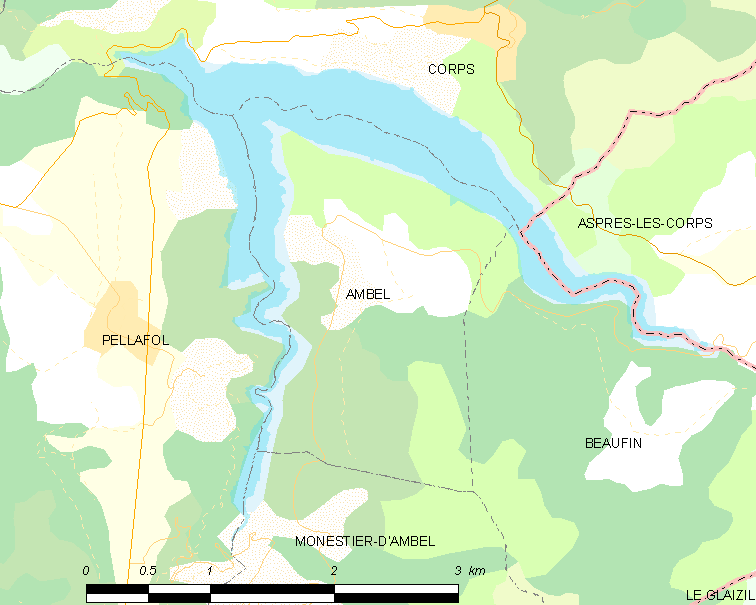
昂贝勒的OSM定位图

昂贝勒的时区为UTC+01:00、UTC+02:00（夏令时）。

## 行政
昂贝勒的邮政编码为38970，INSEE市镇编码为38008。

## 政治
昂贝勒所属的省级选区为马泰西讷-特列沃县。

## 人口

1962-2008年间昂贝勒人口变化图示

昂贝勒于2022年1月1日时的人口数量为32人。